# Фюльбер Юлу
Фюльбер Юлу (фр. Fulbert Youlou; 9 червня 1917 — 5 травня 1972) — конголезький державний і політичний діяч, лідер руху за незалежність, перший президент незалежного Конго.
Був священником Римо-католицької церкви. Провадив курс економічного лібералізму, антикомунізму та прозахідної зовнішньої політики. Був повалений в результаті масових заворушень у серпні 1963 року. Був заочно засуджений до смертної кари. Помер в еміграції. Реабілітований 1991 року.

## Біографія

### Ранні роки
Походив з народності ларі. Закінчив семінарію в Браззавілі, після чого продовжував навчання в Яунде. Займався теологічними дослідженнями. 9 червня 1946 року став священником й отримав парафію в Браззавілі. Активно займався громадською діяльністю — керував молодіжними католицькими організаціями, спортивними товариствами, курирував церковний нагляд за лікарнею та в'язницею.
1947 року розпочав свою політичну діяльність. Виступав з антиколоніальних позицій, демонстрував видатні ораторські здібності. Був популярним серед націоналістів ларі. Позиціонував себе як спадкоємця-продовжувача популярного діяча Андре Матсви з натяками на містичне перевтілення. Своїми діями та висловлюваннями спричинив невдоволення французької адміністрації й церковного начальства, за що на нього накладались дисциплінарні стягнення.
В жовтні 1955 року Юлу висунув свою кандидатуру до лав законодавчого органу, за що його було позбавлено права священнослужіння та носіння ряси. Його передвиборча кампанія супроводжувалась спалахами межетнічного насильства та втручання поліцейських сил. Юлу не зміг здобути перемогу на виборах, але збільшив свою популярність. При цьому він, попри заборону на служіння, все ще позиціонувався як священник й отримав прізвисько L'Abbé Youlou — Абат Юлу.
17 травня 1956 року Фюльбер Юлу заснував партію Демократичний союз захисту африканських інтересів (UDDIA). Партія перебувала на позиціях правого націоналізму й антикомунізму, протистояла лівоорієнтованій Конголезькій прогресистській партії й Африканському соціалістичному руху. Між активістами регулярно відбувались сутички. В листопаді 1956 року Юлу було обрано мером Браззавіля.
Навколо харизматичного Абата Юлу поступово консолідувалась більша частина політичних активістів, які виступали за незалежність Конго. На виборах 1957 UDDIA здобула більшість у законодавчій асамблеї. Виступи на користь Шарля де Голля перед французьким референдумом 1958 року забезпечили Юлу підтримку Парижа. 8 грудня 1958 року Юлу було затверджено на посту голови тимчасового уряду.
Впродовж 1959 року уряд Юлу жорстко придушував опозицію шляхом низки кривавих сутичок із соціалістами, що спричинило втручання французьких військ, а також через серію політичних маневрів, спрямованих на розділення противників та їх інтеграцію до контрольованої системи. 20 лютого 1959 року повноваження прем'єра було офіційно розширено. На всіх постах в адміністрації та силових структурах опинились прибічники Юлу чи ж навіть опоненти, які втім погодились на компроміс.

### Президентство
15 серпня 1960 року було проголошено незалежність Республіки Конго, а Фюльбер Юлу став її першим президентом. З того часу в країні розпочалось насадження культу голови держави. Політика провадилась жорсткими авторитарними методами, відзначались випадки, коли під час парламентської дискусії президент погрожував депутатам вогнепальною зброєю. 20 березня 1961 року Абата Юлу було обрано на пост президента на безальтернативних виборах.
Внутрішня політика президента Юлу означала побудову авторитарної президентської системи. Політична опозиція зазнавала переслідувань з боку репресивного апарату. 1962 року було анонсовано перехід до однопартійної системи. Важливу роль відігравала особиста харизма Юлу, його вміле маніпулювання релігійно-містичними образами.
В економіці курс Юлу базувався на лібералізмі, стимулюванні ринку, залученні іноземних інвестицій і компаній, передусім французьких. Йому вдалось покращити зовнішньоторговельний баланс, збільшити обсяги експорту. Особлива увага приділялась розвитку енергетики, металургійної та хімічної промисловості, проте ті проєкти обмежувались нестачею коштів для капіталовкладень. Попри принциповий економічний лібералізм Юлу, дві третини інвестицій були державними — урядовими чи іноземними. Важливою економічною проблемою правління Юлу було постійне зростання бюджетного дефіциту, що лише частково перекривався французькими субсидіями. Це призводило до підвищення податків, запровадження заходів жорсткої економії, що поширювались і на чиновників. Відповіддю стало зростання корупції, що спричинило обурення в суспільстві. Значно зросли й особисті видатки президента.
Зовнішня політика Юлу орієнтувалась на Захід, передусім на Францію й частково на США. Єдиний з африканських лідерів, Фюльбер Юлу виступав за діалог з Португалією (від 1961 року режим Салазара вів колоніальну війну в сусідній Анголі). При цьому Юлу симпатизував руху за незалежність Кабінди на чолі з Луїшем Ранке Франке, сприяв його міжнародній підтримці.
Домінантою зовнішньої політики був антикомунізм. На цьому підґрунті Юлу намагався консолідувати прозахідні африканські уряди. В грудні 1960 року в Браззавілі за ініціативою Юлу відбувся саміт дванадцяти голів африканських держав, що поклав початок Африканському й малагасійському союзу. За посередництва Юлу відбулись перемовини Моїза Чомбе з Жозефом Касавубу, спрямовані на ізоляцію Патріса Лумумби.
В той же час Фюльбер Юлу підтримував дружні відносини з марксистським президентом Гвінеї Ахмедом Секу Туре. Той зв'язок було зумовлено взаємним економічним інтересом: конголезька економіка потребувала гвінейських бокситів, гвінейська — конголезького ринку збуту.
Курс президента Юлу на встановлення однопартійної системи спричинив протести профспілок. На 13 серпня 1963 року було заплановано страйк. За день до того профспілкових лідерів було заарештовано за наказом Юлу. Той арешт став його фатальною помилкою — звичайна акція протесту переросла в антиурядове повстання. В Браззавілі почались сутички демонстрантів з силами безпеки. Ввечері 13 серпня Фюльбер Юлу виступив зі зверненням до народу. Він оголосив про прийняття надзвичайних повноважень. Уряд подав у відставку, влада перейшла до кабінету надзвичайного управління, сформованого з людей, особисто відданих президенту.
Масові виступи тривали 14 серпня. Наступного дня, 15 серпня, демонстрація вирушила до президентського палацу з вимогами відставки Юлу. Хвилювання почались також і в армійському командуванні. Капітан Фелікс Музабакані — племінник президента — об'єднався з опозицією. Його підтримали й інші впливові офіцери. Останньою спробою Юлу втримати владу стало звернення до президента Франції Шарля де Голля. Втім останній відмовив йому у військовій допомозі. Розуміючи ситуацію, що склалась, 15 серпня 1963 року Фюльбер Юлу заявив про свою відставку з посту президента Конго.
Революційні події 13-15 серпня 1963 року отримали назву Trois Glorieuses — «Три славних дні». В подальшому цей вислів увійшов до тексту гімну Народної Республіки Конго.

### Вигнання
Одразу після відставки Фюльбера Юлу було заарештовано та взято під варту у військовій в'язниці. Новий режим розгорнув репресії проти прибічників поваленого президента. Втім голова держави Альфонс Массамба-Деба не бажав створювати прецедент фізичної розправи з попередником. 25 березня 1963 року Фюльбера Юлу було таємно переправлено до Конго (Леопольдвіль), де йому надав притулок Моїз Чомбе.
Соціалістичний режим Массамба-Деба будував свою ідеологію та пропаганду на протиставленні «проімперіалістичному» курсу Абата Юлу. Першого президента Конго було оголошено «ворогом конголезької нації». В червні 1965 року в Браззавілі відбувся показовий процес, на якому Юлу заочно засудили до смертної кари за звинуваченнями в репресіях, корупції та наданні допомоги поваленому до того часу Чомбе. Фюльбер Юлу категорично відкинув усі звинувачення. Серпневі події 1963 року він охарактеризував як маоїстський путч. Свою версію подій Юлу виклав в антикомуністичній брошурі J'accuse la Chine — Я звинувачую Китай — виданій 1966 року.
В листопаді 1965 року Фюльбер Юлу звернувся з проханням до французького уряду дозволити йому оселитись у Ніцці. Президент де Голль й особливо його дружина, Івонн де Голль, висловлювались проти перебування Юлу у Франції (президент в основному з політичних мотивів, дружина — через ексцентричну репутацію Юлу як «розстриги» й багатоженця). Попри це, Юлу прибув до Ле-Бурже з чотирма дружинами й дітьми. Де Голль мав намір вислати експрезидента назад до Леопольдвіля, та його відмовив радник з африканських справ Жак Фоккар, який цінував колишнє співробітництво Юлу з Францією. Зрештою Юлу відправили до Іспанії. Режим Франсіско Франко надав йому притулок, французький уряд виплатив на його утримання 500 тисяч франків.
Фюльбер Юлу зберіг значну популярність у Конго, особливо серед ларі. Заколоти «юлістського» характеру відзначались від 1964 року. Прибічники Юлу на чолі з капітаном Музабакані брали участь у поваленні Массамба-Деба 1968 року. Однак новий голова держави, Маріан Нгуабі, швидко придушив виступи «юлістів». 23 березня 1970 року до спроби «юлістського» перевороту вдався лейтенант П'єр Кінганга, втім зазнав невдачі.

### Смерть і поховання
5 травня 1972 року Фюльбер Юлу помер у Мадриді. Ларі зажадали поховати Юлу на батьківщині. Задля уникнення конфлікту, що поставив би образ покійного в центр політичного життя, Нгуабі погодився на це. 16 грудня 1972 року рештки Фюльбера Юлу було поховано в соборі Браззавіля.
Ім'я Фюльбера Юлу залишалось під забороною в Народній Республіці Конго (за винятком найбільш критичних відгуків) до початку 1990-их років. На першого президента покладалась відповідальність за всі проблеми країни.

### Реабілітація
1991 року в Конго відбулась Національно-державна конференція, на якій було ухвалено рішення про відмову від державної ідеології марксизму-ленінізму, перехід до багатопартійної демократії та ринкової економіки, повернення країні назви Республіка Конго. Фюльбера Юлу було політично та юридично реабілітовано, його заслуги як першого голови незалежного Конго було офіційно визнано.
У травні 2015 року, до річниці смерті Фюльбера Юлу, його прибічники вимагали звести повноцінний мавзолей «батькові конголезької нації». Політичні активісти й публіцисти, опозиційні до Конголезької партії праці, вважають повалення президента Юлу трагічною подією конголезької історії та відзначають виправданість багатьох його оцінок і прогнозів (у тому числі щодо китайської експансії в Африці).